# Raul Donu
Ioan Raul Donu (ur. 1 lipca 1993) – rumuński zapaśnik walczący w stylu wolnym. Brązowy medalista igrzysk frankofońskich w 2017. Trzeci na ME juniorów w 2012 roku.